# Aptilotus parvipennis
Aptilotus parvipennis är en tvåvingeart som först beskrevs av Arnold Spuler 1924.  Aptilotus parvipennis ingår i släktet Aptilotus och familjen hoppflugor. Inga underarter finns listade i Catalogue of Life.